# Solanum polyacanthos
Solanum polyacanthos là loài thực vật có hoa trong họ Cà. Loài này được Lam. miêu tả khoa học đầu tiên năm 1794.